# Sergij (Galkovskij)
Svatý Sergij (světským jménem: Ivan Galkovskij; † 1917, Tugolovka) byl kněz ruské pravoslavné církve, archimandrita, monach a mučedník.

## Život
Narodil se ve Vitebské gubernii.
Dne 11. března 1908 vstoupil jako poslušník (novic) do Valaamského monastýru. Dne 23. prosince 1910 byl postřižen na mnicha se jménem Sergij. Roku 1911 byl přemístěn do Spaso-preobraženského Nosovského monastýru v obci Tugolovka. Později byl vysvěcen na hieromonacha.
Roku 1917 byl napaden monastýr bandity a otec Sergij byl spolu s hierodiakonem Andronikem (Barsukovem) zabit.
Dne 27. prosince 2000 jej Ruská pravoslavná církev svatořečila jako mučedníka a byl zařazen mezi Sbor všech novomučedníků a vyznavačů ruských.
Jeho svátek je připomínán 20. prosince (7. prosince – juliánský kalendář).